# Bokermannohyla luctuosa
Espèce
Synonymes
- Hyla luctuosa Pombal & Haddad, 1993

Statut de conservation UICN

 LC  : Préoccupation mineure
Bokermannohyla luctuosa est une espèce d'amphibiens de la famille des Hylidae.

## Répartition
Cette espèce est endémique de l'État de São Paulo au Brésil. Elle se rencontre dans la Serra do Japi.

## Publication originale
- Pombal & Haddad, 1993 : Hyla luctuosa, a New Treefrog from Southeastern Brazil (Amphibia: Hylidae). Herpetologica, vol. 49, no 1, p. 16-21 (texte intégral).